# Polska Scena Punk Vol.4 – Wolność
Polska Scena Punk Vol.4 – Wolność – album muzyczny zawierający utwory różnych, polskich wykonawców muzycznych zaliczanych do sceny punk rockowej wydany w 2021 r. Składanka ta ukazała się nakładem wytwórni muzycznej NOG Records. Była to czwarta publikacja w ramach nowej odsłony serii albumów wydawanych na płytach kompaktowych przez tę wytwórnię pod szyldem Polska Scena Punk.

## Historia
Pomysł, idea, ale przede wszystkim również możliwość wydania albumów serii Polska Scena Punk wynikły z faktu, że Piotr Giglewicz, lider zespołu Uliczny Opryszek, wcześniej także wspólnie ze swoim bratem, Mariuszem Giglewiczem (w różnych okresach czasu m.in. Nauka o Gównie, Uliczny Opryszek), zgromadził bardzo dużą kolekcję historycznych nagrań, często nigdzie niedostępnych. W kolekcji tej są dema, bootlegi i dawne albumy, często już w czasie ich publikacji trudno dostępne. Pierwsza część publikacji została wydana w kilku albumach muzycznych zamieszczonych na kasetach magnetofonowych. Wydawcą była wytwórnia muzyczna założona przez Mariusza Gilewicza – GRS Tapes – która specjalizowała się w wydawnictwach muzycznych związanych ze sceną niezależną publikowanych właśnie na wspominanych kasetach magnetofonowych.
Po założeniu i zorganizowaniu przez wyżej wymienionego Mariusza Gilewicza nowej wytwórni muzycznej – NOG Records – która dystrybuowała wydawane przez siebie albumu muzyczne już na płytach kompaktowych i w wybranych przypadkach na płytach gramofonowych, powrócono do pomysłu sprzed lat i rozpoczęto wydawanie nowej publikacji seryjnej, stanowiącej kontynuację poprzedniej odsłony, obejmującej wybrane nagrania polskich zespołów punk rockowych i ewentualnie innych, ale związanych ze sceną niezależną, również pod hasłem „Polska Scena Punk”. Jak poprzednio poszczególne części składanki otrzymywały kolejne numery, z nową numeracją „od początku”, czyli od jedynki (choć pierwszy z albumów nie miał w tytule numeru, który został dodany od drugiej publikacji), ale z dodanym indywidualnym dla każdej z części podtytułem.
Pierwszy album nowej odsłony składanek wydawanych w ramach serii „Polska Scena Punk” wydany został w 2019 r. Otrzymał on tytuł Polska Scena Punk – Być zawsze sobą. Drugi ukazał się rok później – w 2020 r. – pod tytułem Polska Scena Punk Vol.2 Czy pamiętasz?. Jeszcze w tym samym roku wydano także trzecią część wydawnictwa zatytułowaną Polska Scena Punk Vol.3 – Trzeba żyć. Niniejsza, czwarta część, która otrzymała tytuł „Polska Scena Punk Vol.4 – Wolność”, ukazała się w 2021 r.. Po niej wydawano kolejne części. Rok później (w 2022 r.) opublikowano część piątą pod tytułem Polska Scena Punk Vol.5 – Młodzi gniewni.

## Muzyka i wykonawcy
Muzyka zaprezentowana w ramach albumu należy nurtów muzycznych przynależnych do gatunku muzycznego jakim jest rock, przy czym wykonawcy, których utwory zamieszczono w tym wydaniu postrzegani są jako przynależni do muzycznej sceny alternatywnej, niezależnej. Pośród wspominanych nurtów muzycznych, do których zaliczane są prezentowane utwory, dominuje punk rock. W albumie znajdują się utwory dwudziestu czterech różnych wykonawców, przy czym dla każdego z nich zamieszczono po jednym utworze muzycznym. Są to następujące zespoły: Artefakt, Azotox, Bunkier, Czerwone Kościoły, Defloracja, Dobra Dobra, Fort BS, GPR, Granda, Izerbejdżan, No Profits, OKW, Polish Fiction, Reakcja, Reszta Pokolenia, Rozbujane Betoniary, Smoleńsk, Szarańcza, The Thinners, Uliczny Opryszek, The Vets, Włochaty, WSK Punk, Zakaz Posiadania.

## Album
Album muzyczny „Polska Scena Punk Vol.4 – Wolność” został wydany przez wytwórnię muzyczną NOG Record. W ramach katalogu wydawcy ma on przypisany identyfikator – 009 (NR009, NR 009). Dystrybucją zajmowała się między innymi firma RockersPro. Nośnikiem danych na którym go dystrybuowano była jedna płyta kompaktowa. Została ona umieszczona w standardowym opakowaniu typu digipack. Jest to album kompilacyjny. Do albumu przypisane są także inne oznaczenia: 5090000010074 oraz Matrix / Runout (PSP VOL4): 68024 R5993. Okładkę, grafikę i zdjęcia opracował Waldemar Dylewski, a inżynierem dźwięku (realizatorem dźwięku) był Norbert Krupa.
W albumie znalazły się dwa utwory o tytule identycznym jak tytuł publikacji – „Wolność” – a mianowicie utwory zespołów Szarańcza i Reszta Pokolenia.
Album został wydany pod patronatem kampanii społecznej prowadzonej pod hasłem „Muzyka Przeciwko Rasizmowi”, zapoczątkowanej przez Marcina Kornaka i realizowanej przez Stowarzyszenie „Nigdy Więcej”. W związku z tym na okładce albumu zamieszczono logo wymienionej akcji.
Niniejszy album jest odrębnym wydawnictwem, z zupełnie nowym zestawieniem utworów muzycznych, niż wydany na kasecie magnetofonowej w części pierwszej serii album „Polska Scena Punk Vol.4”.

## Utwory
| Lp | Wykonawca           | Tytuł                 | Czas (min:sek) |
| -- | ------------------- | --------------------- | -------------- |
| 1  | WSK Punk            | Wyjęty spod prawa     | 2:58           |
| 2  | Czerwone Kościoły   | Jestem jednym z was   | 3:32           |
| 3  | Defloracja          | Świr                  | 3:37           |
| 4  | Fort BS             | Za zamordowane dzieci | 3:09           |
| 5  | Włochaty            | Bez wytchnienia       | 5:10           |
| 6  | Szarańcza           | Wolność               | 2:23           |
| 7  | OKW                 | Lekcja demokracji     | 4:06           |
| 8  | No Profits          | Słowa                 | 4:12           |
| 9  | Granda              | Wtedy Właśnie         | 3:48           |
| 10 | Dobra Dobra         | Gwiazda punkrocka     | 2:00           |
| 11 | Azotox              | Rządzący bandyci      | 3:14           |
| 12 | Uliczny Opryszek    | August                | 2:51           |
| 13 | Zakaz Posiadania    | Wyborca               | 3:19           |
| 14 | Artefakt            | Piosenka wolności     | 2:57           |
| 15 | The Vets            | Skaranie              | 3:22           |
| 16 | The Thinners        | Kaftanik              | 2:59           |
| 17 | Smoleńsk            | Stado Baranów         | 3:37           |
| 18 | Rozbujane Betoniary | Punx Hooligans        | 3:26           |
| 19 | Reakcja             | Walka                 | 2:19           |
| 20 | Polish Fiction      | Każdy jeden           | 2:30           |
| 21 | Izerbejdżan         | Wolny Rynek           | 3:49           |
| 22 | GPR                 | Denaturat             | 2:31           |
| 23 | Bunkier             | Heniek                | 3:26           |
| 24 | Reszta Pokolenia    | Wolność               | 2:56           |

## Odbiór i oceny
Jako kolejna składanka w ramach znanej serii wydawniczej, zawiera utwory różnych wykonawców, wykonujących muzykę z prostymi rytmami nurtu punk rock. Ich dobór jest taki, że z pewnym subiektywnym przybliżeniem, połowa wykonawców to kapele młode, a druga połowa to doświadczeni, starsi wykonawcy. Wszyskie zespoły to polskie grupy muzyczne.
Album w serwisie internetowym Discogs otrzymał ocenę, według stanu na marzec 2025 r. – (Avg Rating):  (3.5/5 przy 2 oceniających), przy czym pośród osób przynależących do tej społeczności internetowej w tym czasie 15 osób deklarowało posiadania albumu, a 2 osoby, iż chciałyby go posiadać. Natomiast w sklepie internetowym Empik otrzymał ocenę, według stanu na styczeń 2025 r.:  (5/5 przy 1 oceniającym).